# Parafia Podwyższenia Krzyża Świętego w Spycimierzu

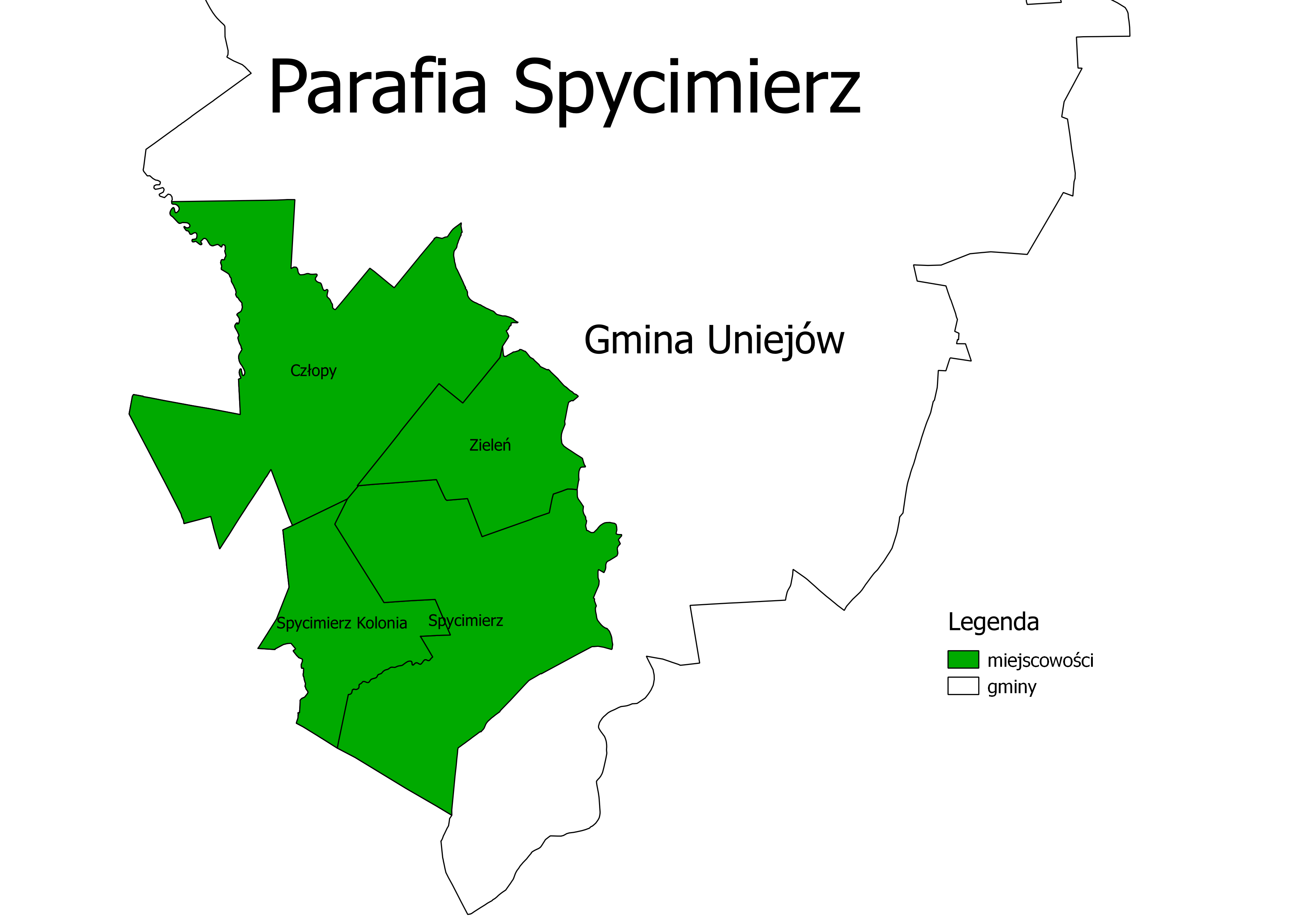
Parafia Spycimierz

Parafia Podwyższenia Krzyża Świętego w Spycimierzu - rzymskokatolicka parafia położona we wsi Spycimierz. Administracyjnie należy do diecezji włocławskiej (dekanat uniejowski). 
Odpust parafialny odbywa się w Święto Podwyższenia Krzyża Świętego - 14 września.
Proboszcz
- ks. Dariusz Ziemniak (od 2017)